# Rozenscheutboorder
De rozenscheutboorder (Lampronia morosa) is een vlinder uit de familie van de yuccamotten (Prodoxidae). De wetenschappelijke naam werd gepubliceerd in 1852 door Zeller.
De soort komt voor in Europa.